# Qtractor
Qtractorは、Linux 向けのハードディスクレコーダーおよびデジタルオーディオワークステーション（DAW）アプリケーションである。C++ でプログラムされており、Qt フレームワークを使用している。開発者は Rui Nuno Capela であり、Linux オーディオソフトウェアの Qjackctl、Qsynth、Qsampler も手がけている。Qtractor の目的は、平均的なアマチュアのユーザーにとって十分にシンプルでありながら、プロのユーザーにも十分に強力な DAW ソフトウェアを提供することである。
Qtractor は、GNU General Public License でリリースされた自由かつオープンソースなソフトウェアである。

## 概要
Qtractor は、非破壊型のデジタルオーディオおよび MIDI マルチトラック作曲シーケンサー兼アレンジャーである。オーディオファイルや MIDI ファイルはクリップオブジェクトとして表示され、変更や修正は行われない。例外は、キャプチャや録音操作の結果生成されたファイル、または MIDI エディターなどの特殊なクリップ編集による明示的な変更の結果である。
Qtractor は、当初1人の開発者による趣味のプロジェクトとして 2005 年 4 月に開発が開始され、Qt3 アプリケーションとしてスタートした。2006 年 10 月以降は正式に Qt4 アプリケーションとなり、現在では Qt5 にも対応している。
Qtractor は、オーディオには JACK Audio Connection Kit、MIDI には ALSA シーケンサーを専用に使用するLinux 専用のアプリケーションである。

## 特徴
- すべてのサンプルレートをサポートするが、ハードウェアによって制限される場合がある。
- 8SVX や .iff などの古い形式を含む、圧縮および非圧縮の複数のオーディオファイル形式に対応。
- クリップ編集に加え、自動または手動のタイムストレッチ機能を搭載。
- 主要なオーディオおよび MIDI ファイル形式のほとんどをサポートし、主要な Linux プラグイン技術にも対応。
- クリップは、左端または右端をドラッグして切り取ったり、Shift キーを使用してタイムシフトしたりすることで簡単に編集可能。
- JACK との統合により、JAMin などのマスタリングツールを使用してオーディオデータを処理でき、オーディオマスタリング環境としても利用可能。
- オーディオサンプルを選択できるオーディオメトロノームと MIDI メトロノームを搭載。
- トラック間でプラグイン（パラメーター付き）を簡単に移動およびコピー可能。
- キーボードコマンド（ホットキー）は完全にカスタマイズ可能。
- ファイルダイアログ内でオーディオファイルを試聴可能。
- 組み込みの Qjackctl 接続ダイアログを搭載。
- LADSPA、DSSI（DSSI-VST ラッパーを含む）、VST（バージョン 2 および 3）、CLAP、LV2（英語版） プラグインのサポート。

## 互換性
Qtractor は、音響信号処理やダイナミクスコントロールなど、多くの機能を実現するためにプラグインに依存している。LADSPA、DSSI、VST（バージョン 2 および 3）、CLAP、LV2 の各プラグインアーキテクチャをサポートしており、Wine 上でのスタインバーグ VST プラグインの利用も DSSI-VST ラッパーを介して可能である。Qtractor はこれらの接続を保存し、プロジェクトの再ロード時に自動で再接続する。

## References
1. ↑  https://sourceforge.net/projects/qtractor/files/qtractor/1.5.4.
2. ↑  Dave Phillips (2006年8月28日). “HDRs and DAWs For Linux: The New Breed”.   Linux Journal. 2019年8月20日閲覧。

## External links
- Qtractor home page
- Project home page